# 蓋酷家庭
《蓋酷家庭》（英語：Family Guy）是一部由塞思·麦克法兰创作的動畫電視影集。自1999年起於美國福斯廣播公司播出，並於多家頻道播映。

## 概述
《蓋酷家庭》是部无厘头风格的戏剧卡通片，其以生活在罗得岛虛构的Quahog市之格里芬（Griffin）家庭为故事主軸，大量运用闪回手法（以不同镜头穿插于故事主线之中）。该剧曾于2000年、2002年两次被福克斯公司取消播映，但考虑到DVD发售的成绩和在Cartoon Network的Adult Swim重播的高收视率，福克斯公司决定於2005年恢复播出。《蓋酷家庭》是第一部因为DVD发售业绩而重新上映的動畫片。其亦是唯一因此原因而第二度重播的動畫片。
创作者塞思·麦克法兰为数个剧中人物配音（Peter Griffin、Stewie Griffin、Brian Griffin、Glenn Quagmire、Tom Tucker、Jake Tucker、Carter Pewterschmidt、Dr. Elmer Hartman、Shamus、Jasper、Kevin Swanson、Jesus、God），并亲自创作剧本。

## 历史
《蓋酷家庭》第一季与第二季于1999年制作并开始放映。它的开始源于塞思·麦克法兰制作的动画《Larry shorts》（《蓋酷家庭》的前身）在1999年的超级碗美式橄榄球球赛广告中播出，并吸引福克斯广播公司的注意。两季过后福克斯宣布取消《蓋酷家庭》的继续制作，但是随著福克斯内部的人事变动与《蓋酷家庭》粉絲们的大声疾呼使得这个节目继续制作到第三季，但之后仍然被取消。在Adult Swim频道重播期间，《蓋酷家庭》引起了更多人的喜爱，同时它的DVD版本发行得十分成功，一年之中卖出了220万多张。这使得《蓋酷家庭》在2004年恢复制作，於第四季与第五季相继与观众见面，同时还有一部DVD电影《Stewie Griffin: The Untold Story》。其第六季于2007年秋季开始播映，这期间《蓋酷家庭》庆祝了第100集的播出。第八季于2009年9月27日正式播出，而第九季于2010年9月26日正式播出。该节目的制作合約一直持续到2012年。

## 人物
格里芬家庭（葛家）
- 彼得·格里芬（Peter Griffin）-作为一个普通的美国父亲，他是一位肥胖、愚笨又愛裝模作樣的工人。儘管他和他的父親之間沒有建立很好的關係，也沒有做好身为人父的职責，但他卻很想和他的孩子們建立一种良好的關係。作为爱尔兰裔的美国天主教徒，他有一口浓重的美国新英格兰口音。曾经自认是天才而参加智力测驗，但測驗结果被官方认定为弱智。他的經典搞笑片段为和公鸡互毆（Chicken Fight）以及餵儿子喝奶（Breast Feeding）。

- 洛伊丝·格里芬（Lois Griffin）-彼得的妻子，也是一名稱職的母親及家庭主婦。她將一整天的時間都花在鋼琴課、孩子們和丈夫身上。洛伊丝為来自上流社会的皮德施密特家族。她擁有德国血統，但不會說德語。操着一口明显的纽约口音。是家中唯一的正常人，但喝酒過多會發酒瘋。

- 梅格·格里芬（Meg Griffin）-洛伊斯和彼得的女儿。长相普通，经常被同龄人嘲弄。在学校不受欢迎，在家里也经常被遗忘。被稱為「黑綿羊（老鼠屎）」，由於生活在「非正常」之家庭，導致她喜歡自言自語；在S12E4中的閃回畫面表明她的出生證明遭到彼得的惡意竄改為變形金剛系列的其中一個角色，導致她的本名其實是「密卡登·格里芬」。

- 克里斯·格里芬（Chris Griffin）-彼得和洛伊丝的兒子，跟老爸一樣也是肥胖愚笨的肥宅。他經常用潛意識去否認自己的肥胖。在很多情况下其就是父亲彼得的年轻版本。

- 斯图威·格里芬（Stewie Griffin）-彼得和洛伊丝的小兒子，素有撒旦男嬰之稱。跟低能的父兄姐不同，是家庭中的高智商分子。作為動畫中眾多笑點之所在，他拥有模糊的性取向，還有着像成年人般的矫揉造作。因为接產醫生是英国人，所以说话带有英国上层社会口音，并习惯使用生僻词语，他能聽懂外祖父的德語，但不會講。在早些劇集，他總是想設法謀害他的媽媽，卻仍然被所有人都当成不懂事的幼儿看待。他擁有一個藏有上百種致命武器的衣櫥、一台時光機和一個橄榄球一样大的脑袋。經典笑料是向來西討債（Where's My Money）以及用各種方式叫洛伊丝（Lois~Mom~Mommy!……）。時常與來西出遊，因而有Road to... 系列。

- 布赖恩·格里芬（Brian Griffin）-能雙腳走路並說人話的宠物狗，最先作為一只流浪狗和彼得在人行道邊見面。他能用两條腿走路、喝马提尼酒、抽雪茄并跟人们交谈，但在许多方面，他还是被看作宠物狗。是本卡通中少數時常與斯图威講話的角色。有著一定程度的自戀與自以為是，時常為了泡妞而謊稱自己是高智商或名作家，甚至剽竊斯图威的天才點子。

## 剧情简介
剧集拥有两条主线，其一是围绕着彼得一家，另一条是Peter的三个好朋友。每一季均具有几乎独立的故事情节 。

## 配音
以下人員為主要配音：
- 塞思·麦克法兰：彼得·格里芬, 斯图威·格里芬, 布赖恩·格里芬, 格倫·奎麥爾和其他聲音
- 艾利克斯·布斯汀：洛伊絲·格里芬和其他聲音
- 塞思·格瑞：克里斯·格里芬和其他聲音
- 米娜·古妮丝：梅格·格里芬
- 麦克·亨利：克利夫蘭·布朗, 赫伯特以及其他声音

## 集數
| 季數 | 集数 | 集数 | 首播日期       | 首播日期      | 排名 | 收視人數 （百萬） |
| 季數 | 集数 | 集数 | 首映           | 季终          | 排名 | 收視人數 （百萬） |
| ---- | ---- | ---- | -------------- | ------------- | ---- | ----------------- |
| 1    | 7    | 7    | 1999年1月31日  | 1999年5月16日 | 33   | 12.80             |
| 2    | 21   | 21   | 1999年9月23日  | 2000年8月1日  | 114  | 6.32              |
| 3    | 22   | 22   | 2001年7月11日  | 2003年11月9日 | 125  | 4.50              |
| 4    | 30   | 30   | 2005年5月1日   | 2006年5月21日 | 68   | 7.90              |
| 5    | 18   | 18   | 2006年9月10日  | 2007年5月20日 | 71   | 7.20              |
| 6    | 12   | 12   | 2007年9月23日  | 2008年5月4日  | 84   | 7.94              |
| 7    | 16   | 16   | 2008年9月28日  | 2009年5月17日 | 69   | 7.56              |
| 8    | 21   | 21   | 2009年9月27日  | 2010年6月20日 | 53   | 7.73              |
| 9    | 18   | 18   | 2010年9月26日  | 2011年5月22日 | 56   | 7.66              |
| 10   | 23   | 23   | 2011年9月25日  | 2012年5月20日 | 63   | 7.30              |
| 11   | 22   | 22   | 2012年9月30日  | 2013年5月19日 | 62   | 6.94              |
| 12   | 21   | 21   | 2013年9月29日  | 2014年5月18日 | 78   | 6.11              |
| 13   | 18   | 18   | 2014年9月28日  | 2015年5月17日 | 94   | 5.86              |
| 14   | 20   | 20   | 2015年9月27日  | 2016年5月22日 | 111  | 4.28              |
| 15   | 20   | 20   | 2016年9月25日  | 2017年5月21日 | 116  | 3.93              |
| 16   | 20   | 20   | 2017年10月1日  | 2018年5月20日 | 136  | 3.52              |
| 17   | 20   | 20   | 2018年9月30日  | 2019年5月12日 | 131  | 3.33              |
| 18   | 20   | 20   | 2019年9月29日  | 2020年5月17日 | 107  | 2.65              |
| 19   | 20   | 20   | 2020年9月27日  | 2021年5月16日 | 120  | 2.19              |
| 20   | 20   | 20   | 2021年9月26日  | 2022年5月22日 | 111  | 1.90              |
| 21   | 20   | 20   | 2022年9月25日  | 2022年5月7日  | 104  | 1.19              |
| 22   | 15   | 15   | 2023年10月1日  | 2023年4月17日 | 115  | 1.03              |
| 23   | 待定 | 待定 | 2024年10月14日 | 待定          | 待定 | 待定              |

1. ↑  Season 3 officially ended on February 14, 2002. Episode 22 was first released on DVD before making its first broadcast on Adult Swim; The episode would later premiere on Fox on December 10, 2004.
2. ↑  Season 8 officially ended on May 23, 2010. Episode 21 was first broadcast on BBC Three in the UK on June 20, 2010 before debuting in the US on DVD on September 28, 2010.

## 结构及喜剧元素
在有些时候，剧中的角色会表现得他们知道自己正处于电视节目之中。很多时候角色们好像走出剧中设定的世界，而直接跟观众们进行交流。
对各种动物的拟人化也是该剧的喜剧元素特色之一。除了贯穿全剧的拟人化的狗布萊恩外，剧中经常会出现各种拟人化的动物并且看似理所当然地参与进人类活动之中。比如当彼得回忆起他以前开车撞到一头鹿的经历时，其场景是与另一只开车的鹿相撞，然后两者下车互相埋怨。又比如彼得的车被鸽子粪便弄脏后，彼得气愤地表示要报复。下一个场景便是一只鸽子在自家的车库外洗车，而一边的树上则是脱了裤子正在等待大便的彼得。
剧中各种人物的配音也是十分具有特色的地方。从Stewie的浓重的英国口音到Quagmire的口头语giggty，从Peter听上去有时候含糊不清的麻省口音到Tom Tucker在播报新闻时用典型的播音员语气与搭档互相羞辱，观众们会在忍俊不禁的同时惊奇地发现这些风格迥异的配音竟然全是制作人塞思·麦克法兰一人完成。
《恶搞之家》的幽默也经常与各种时事新闻或者明星人物相结合。其大胆的喜剧效果与出位的讽刺幽默也受到许多观众的喜爱。例如在《PTV》这一集一开始时，奥萨玛·本·拉登与一群恐怖分子在阿富汗的山洞里录制恐吓美国的影片，但录到中间本·拉登却不断笑场，最后演变成一段滑稽秀。在同一集中，Peter由于不满美国联邦通信委员会的审查制度，来到华盛顿与议员们辩论。他告诉议员们千方百计对日常电视节目进行审查，却没有发现不雅之物在华盛顿都四处存在。他说华盛顿纪念碑很像男人的阴茎部位，国会山建造得像女人的胸部，而五角大楼则是按照肛门的形状建造的。议员们听完纷纷表示赞同，并表示难怪林肯纪念堂裡的林肯一直看着像是坐在马桶上。
而蓋酷家族台灣配音版，則以搞笑、幽默、偏向台灣時事的方式進行翻譯配音。

## 获奖情况
《恶搞之家》共有8项艾美奖提名，并赢得三项。
- 2000: 最佳表演配音 – 塞思·麦克法兰 饰斯圖·格里芬
- 2002: 最佳歌曲与歌词 – Walter Murphy（作曲者），塞思·麦克法兰（作词者）
- 2007: 最佳动画个人贡献 – Steve Fonti（漫画分镜师）

《恶搞之家》还曾被9次提名安妮奖, 并于2006年赢得两项，以及曾被3次提名金盘奖, 赢得一项。

## 批评
《恶搞之家》曾被不少电视评论者批评过，特别是来自《娱乐周刊》 ，麦克法兰在DVD《Stewie Griffin: The Untold Story》中也取笑过《娱乐周刊》作为回应。

《瘋狂杂志》第458期封面展示《恶搞之家》与《辛普森一家》中的角色相似。

这个节目也被批评为使用了与《辛普森一家》中类似的情节设定与幽默。《辛普森一家》在一期万圣节特辑中将Peter Griffin描绘成霍默·辛普森的克隆， 还在《The Italian Bob》这一集中将其描绘为一个犯了“Plagiarismo”（由英文单词plagiarism（抄袭）而伪造成的意大利单词）罪的逃犯。
《恶搞之家》也曾被《南方公园》在《Cartoon Wars》这集中嘲弄过。 在该集中，《南方公园》中的角色形容其笑料在每集中都是可以互换的，并且与故事情节没有关系；《恶搞之家》的编剧们则被描绘成一群海牛，他们的写作方式是把一些胡乱刻着标题的橡皮球推到一个箱里。塞思·麦克法兰对这个批评作出过回应，他说这些批评内容是完全有依据而且准确的，他甚至给出了许多幽默笑话在《恶搞之家》前后多集中来回使用的参考例子。
其他公开批评过《恶搞之家》的漫画家包括有《莱恩和史丁比》的创作者约翰·克里克法鲁斯:“如果你是一个想成为漫画家的小孩，当你观看《恶搞之家》的时候就会发现不用把目标定得太高。当你10岁的时候，你也能画出《恶搞之家》。你一点都不用比这个水平更好就能成为一个职业漫画家。它的标准是极低的。”
《恶搞之家》对不相关幽默的推崇也使得该剧招致争议。特别在有一集中，Peter Griffin与一群和音歌唱者在一位晚期艾滋病人的病床前以滑稽剧的形式载歌载舞来宣布诊断结果，并特別强调其不是仅仅HIV而已，而是艾滋病晚期。

## 外传
《The Hollywood Reporter》报导《恶搞之家》有计划制作外传，其重点将围绕着Cleveland Brown。外传初步被命名为《The Cleveland Show》并将由塞思·麦克法兰、麦克·亨利（Cleveland的配音）以及《特工老爹》的制作人Rich Appel共同创作。

## 诉讼

### Carol Burnett
2007年3月，73岁的著名喜剧演员卡萝尔·伯内特（Carol Burnett）对福克斯提起了一桩诉讼，她声称《恶搞之家》在剧中未经她的允许而模仿了她的《Charwoman》剧中的清洁工的角色形象而侵犯了其著作权。此外，她还声称福克斯侵犯了她的公开权。在诉讼中她要求600万美元的赔偿。6月4日，美国地方法院法官Pregerson以第一修正案保护模仿为由并以《皮条客》杂志诉法威尔案为先例驳回了她的诉讼请求。

## 資料來源
1. ↑  .   [2006-11-19]. （原始内容存档于2006-10-31）.
2. ↑  . USA Today. 2002-05-28  [2009-01-04]. （原始内容存档于2017-02-22）.
3. ↑  . The Hollywood Reporter. 2006-05-26  [2009-07-03]. （原始内容存档于2010-07-22）.
4. ↑  . The Hollywood Reporter. 2007-05-25  [2009-07-03].[]
5. ↑  . ABC Medianet. 2008-05-28  [2009-07-03]. （原始内容存档于2010-04-13）.
6. ↑  . ABC Medianet. 2009-05-19  [2009-07-03]. （原始内容存档于2009-06-23）.
7. ↑  Andreeva, Nellie. . Deadline Hollywood. 2010-05-27  [2010-05-18]. （原始内容存档于2012-01-31）.
8. ↑  Andreeva, Nellie. . Deadline Hollywood. 2011-05-27  [2011-05-28]. （原始内容存档于2012-10-27）.
9. ↑  Andreeva, Nellie. . Deadline Hollywood. 2011-05-27  [2011-05-28]. （原始内容存档于2014-04-24）.
10. ↑  Andreeva, Nellie. . Deadline Hollywood. 2011-05-27  [2011-05-28]. （原始内容存档于2013-06-28）.
11. ↑  Andreeva, Nellie. . Deadline Hollywood. 2011-05-27  [2014-05-22]. （原始内容存档于2014-05-25）.
12. ↑  . Deadline Hollywood. 2015-05-22  [2015-05-22]. （原始内容存档于2015-05-22）.
13. ↑  . Deadline Hollywood. 2015-05-26  [2015-05-26]. （原始内容存档于2016-05-27）.
14. ↑  . Deadline Hollywood. 2017-05-26  [2017-05-26]. （原始内容存档于2017-06-02）.
15. ↑  . Deadline Hollywood. 2018-05-22  [2018-05-23]. （原始内容存档于2018-05-23）.
16. ↑  . Deadline Hollywood. 2019-05-21  [2019-05-23]. （原始内容存档于2019-05-21）.
17. 1 2  . The Hollywood Reporter. 2020-06-04  [2020-08-27]. （原始内容存档于2020-06-06）.
18. 1 2  . The Hollywood Reporter. 2021-06-08  [2021-06-14]. （原始内容存档于2021-06-09）.
19. 1 2  . The Hollywood Reporter. 2022-06-08  [2021-06-10]. （原始内容存档于2022-06-09）.
20. ↑  Tucker, Ken. . EW.com (Entertainment Weekly and Time Inc.). 2005  [2006-07-14].[]
21. ↑  . . 第14季. 第292集. 2002-11-03. Fox. Story: "Send in the Clones"
22. ↑  Created by Matt Stone and Trey Parker. . . Comedy Central. Continued in Cartoon Wars Part II
23. ↑  John Kricfalusi; "AMID". . Cartoon Brew. August 31, 2004  [2006-07-14]. （原始内容存档于2006年6月18日）.
24. ↑  Adams, Bob. . Advocate.com. PlanetOut Inc. 2005-08-22  [2006-12-12]. （原始内容存档于2005-09-23）.  ... showcases a comic musical number called “You Have AIDS.” Overburdened AIDS service organizations are not amused.
25. ↑  . hollywoodreporter.com.   [2008-02-29]. （原始内容存档于2008-05-30）.